# Helge Ingstad
Helge Marcus Ingstad (n. 30 decembrie 1899 - d. 29 martie 2001) a fost un explorator, arheolog și scriitor norvegian. Cunoscut pentru descoperirea sa din 1960, și anume a așezării vikingilor la L'Anse aux Meadows, de pe insula Newfoundland, provincia canadianǎ Newfoundland și Labrador. Așezarea dateazǎ din secolul XI, care a dovedit cǎ europenii au vizitat America cu cinci secole înainte de Cristofor Columb.

## Biografie
S-a nǎscut Helge Ingstad pe 30 decembrie 1899 în Meråker, oraș de pe coasta vesticǎ a județului Nord-Trøndelag. În tinerețe studiazǎ la Levanger de avocat, dar în 1926 devine călător. În 1926-1930 vâneazǎ, în nord-vestul lacului Sclavilor.
În 1933-1935 a deținut funcția de guvernator al arhipelagului Svalbard.